# Wilhelm Rode
Wilhelm Rode (17. Februar 1887 in Hannover – 2. September 1959 in München) war ein deutscher Opernsänger (Bass) und von 1934 bis 1943 Intendant der Deutschen Oper Berlin. Rodes Karriere gilt als „charakteristisches Beispiel für die Günstlingswirtschaft im ‚Dritten Reich‘“.

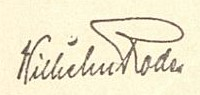
Signatur (1938)

## Leben
Wilhelm Rode arbeitete erst als Versicherungsangestellter und nahm dann Gesangsunterricht bei Rudolf Moest. Er debütierte 1909 am Stadttheater Erfurt als Heerrufer in Wagners Lohengrin. Zwischen 1912 und 1914 war er als Solist am Stadttheater von Bremerhaven verpflichtet. Danach war er sieben Jahre Ensemblemitglied am Breslauer Stadttheater. 1921 wechselte er nach Stuttgart, 1922 nach München, wo er sieben Jahre lang dem Ensemble der Bayerischen Staatsoper angehörte. Von September 1929 bis Januar 1932 war er der Wiener Staatsoper engagiert und ging dann an die Städtischen Oper in Berlin. Parallel zu seinen Festengagements gastierte er zunehmend an zahlreichen Opernhäuser des In- und Auslands, ab 1924 in Berlin, ab 1926 in Den Haag und Wien, 1927 am Stadttheater Basel, 1928 als Wotan am Royal Opera House Covent Garden in London. Weitere Einladungen führten ihn nach Frankfurt a. M., Dresden und Leipzig, an die Grand Opéra von Paris, nach Budapest, Prag, Bukarest, Barcelona und Madrid.
Er wurde in erster Linie als Wagner-Sänger angesehen, denn zu seinen Paraderollen zählten Holländer, Hans Sachs, Wotan und Wanderer, Kurwenal und Amfortas. Doch da auch an den Opernhäusern der deutschsprachigen Ländern beispielsweise Werke von Verdi und Puccini weit höhere Aufführungszahlen erreichten, war er überwiegend im italienischen Repertoire beschäftigt. An der Wiener Staatsoper sang er beispielsweise 18-mal die Titelpartie im Simone Boccanegra und 17-mal den Scarpia in Tosca, siebenmal den Amonasro in Aida, fünfmal den Tonio in Bajazzo, viermal den Jago in Otello und einmal die Titelpartie des Rigoletto. Als Hans Sachs war er 21-mal besetzt, als Holländer 10-mal, als Friedrich von Telramund achtmal, als Kurwenal sechsmal, dreimal als Rheingold-Wotan und zweimal als Wanderer in Siegfried. Weiters war er in Wien auch siebenmal als Don Pizarro im Fidelio zu sehen und zu hören, jeweils fünfmal als Graf Almaviva in der Hochzeit des Figaro und als Escamillo in Carmen sowie dreimal als Jochanaan in Salome.
Rode gastierte auch bei den Salzburger Festspielen. 1929 war er die zweite Besetzung des Don Pizarro, des Bösewichts im Fidelio, 1930 der Ersatz für Hans Hermann Nissen als Graf Almaviva in der Hochzeit des Figaro und erneut der Don Pizarro, 1931 erneut Graf Almaviva und zweite Besetzung des Don Pizarro, 1932 erneut Don Pizarro. Zum 1. April 1933 der NSDAP beigetreten (Mitgliedsnummer 1.665.296) sagte er erst am 27. Juli 1933, nur zwei Tage vor der Vorstellung, seine Mitwirkung als Don Pizarro plötzlich „aus politischen Gründen“ ab und fügte hinzu, dass er im nächsten Jahr zu „rein deutschen Festspielen“ kommen würde. An seiner Stelle sang der österreichische Bassbariton Alfred Jerger – derart erfolgreich, dass ihm die Rolle bis zum Anschluss Österreichs erhalten blieb. Rode wurde nie wieder zu den Salzburger Festspielen eingeladen.
1933 wurde Wilhelm Rode Intendant der Städtischen Oper von Berlin, 1935 Generalintendant. Er galt als Hitlers Lieblingssänger im Bariton-Fach und soll deshalb mit der Intendanz betraut worden sein. Er stand unter der Schirmherrschaft von Joseph Goebbels, denn die Berliner Opernwelt war in den NS-Jahren klar aufgeteilt – Göring war für die Staatsoper Unter den Linden verantwortlich, Goebbels für die Städtische Oper. Letzterer ernannte ihn 1935 zum Mitglied des Reichskultursenats. Das Haus wurde umgebaut und umbenannt – in Deutsches Opernhaus. Die Rivalität war von Hitler bewusst gesetzt, er besuchte regelmäßig Vorstellungen in beiden Häusern und sowohl Goebbels als auch Göring waren sehr bemüht, des Führers Vorstellungen von exemplarischem Musiktheater umzusetzen. Rode konnte anfangs Erfolge erzielen, insbesondere mit einer Neuinszenierung der Meistersinger von Nürnberg in Benno von Arents Bühnenbildern und mit dem Intendanten in der Rolle des Hans Sachs. Als er während der Kriegsjahre Goebbels’ Erwartungen nicht mehr erfüllen konnte, wurde ihm 1943 der Dirigent Hans Schmidt-Isserstedt als Operndirektor zur Seite gestellt, eine de-facto-Entmachtung. Doch wenig später, im November 1943, wurde das Opernhaus durch einen Bombentreffer zerstört, der Spielbetrieb musste in den Admiralspalast in Berlin-Mitte ausweichen. Am 1. September 1944 trat die allgemeine Theatersperre in Kraft.
Nach dem Kriege blieb er trotz seiner Verstrickung in den NS-Kulturbetrieb unbehelligt, doch war seine Karriere de facto am Ende – sowohl als Sänger, als auch als Theaterleiter. Ab 1949 wohnte er in Icking bei München. Zwischen 1949 und 1951 konnte er noch in einigen seiner früheren Glanzrollen am Stadttheater Regensburg auftreten, als Wotan, Hans Sachs, Amfortas und Sebastiano. Bis 1956 gab er fallweise Arien- und Liederabende.

## Rang
Seine Karriere als Sänger beruhte zweifelsohne auf Verdienst und Qualität. Siegfried Wagner hielt ihn für den besten Wagner-Bariton seiner Zeit und Kutsch/Riemens charakterisierten ihn wie folgt: „Machtvoller Heldenbariton, der vor allem im Wagner-Gesang Leistungen von bezwingender Eindringlichkeit erreichte.“ Frederic Spotts sah ihn in derselben Klasse wie Rudolf Bockelmann oder Friedrich Schorr. Nicht zu vergessen sind Ferdinand Frantz, Josef Herrmann, Hans Hotter, Josef von Manowarda, Jaro Prohaska oder Paul Schöffler, die in diesen Jahren erhebliche Konkurrenz darstellten. Dass er nie nach Bayreuth eingeladen wurde, lag am ungeschriebenen Gesetz des Hauses Wagner, Sänger, die an den Münchner Opernfestspielen teilgenommen hatten, nicht zu berücksichtigen.
Der Duktus seines Vortrags war vom damals üblichen Pathos getragen, die Deutschtümelei in der Schlussansprache des Hans Sachs entsprach den Erwartungen des NS-Regimes. Über seine Rollengestaltung in der Berliner Meistersinger-Inszenierung schrieb Robert Braunmüller: „Beim »Habt acht« besteigt Rode den Rasenhügel, um nicht mehr nur Stolzing zu mahnen, sondern, den Arm hart am Hitlergruß, als Volkstribun zu agitieren.“ Der Kulturwissenschaftler Jens Malte Fischer subsumiert: „Dies ist ein überzeugendes Beispiel dafür, daß es durchaus möglich war, bestimmte wenige Passagen aus den Werken Wagners szenisch der NS-Propaganda zumindest anzunähern. Auch musikalisch ist dieser Abschnitt der damaligen Aufführung durch ein überdimensionales Pathos, ein breites, klobiges Tempo und schwer erträgliche vokale Anbiederung des Sängers im Sinn eines ›volksgemeinschaftlichen‹ Populismus gekennzeichnet.“
Nach einer Münchner Meistersinger-Aufführung im April 1933 dankte der Künstler dem jubelnden Publikum „mit nationalsozialistischem Gruß“.

## Tondokumente
- Arien aus Der Fliegende Holländer, Die Meistersinger von Nürnberg, Das Rheingold, Mefistofele, L'Africaine, Lohengrin, Carmen, Tosca, Aïda und Otello. (Austria) Preiser 89137, recorded 1924-30

## Auszeichnung
- 1937 Goethe-Medaille für Kunst und Wissenschaft